# Sekunyit
Sekunyit is een bestuurslaag in het regentschap Kaur van de provincie Bengkulu, Indonesië. Sekunyit telt 919 inwoners (volkstelling 2010).